# Kraljeva palača, Torino

Kraljeva palača v Torinu (italijansko Palazzo Reale di Torino) je zgodovinska palača Savojcev v mestu Torino v severni Italiji. Prvotno je bila zgrajena v 16. stoletju in jo je v 17. stoletju posodobila Kristina Marija Francoska (1606-1663), po oblikovanju baročnega arhitekta  Filippa Juvarre. Palača vsebuje tudi Palazzo Chiablese in kapelo sv. Prta, slednja je bila zgrajena za hrambo slavnega Torinskega prta. Leta 1946 je stavba postala last države in se je spremenila v muzej. V letu 1997 je bila uvrščena na seznam Unescove svetovne dediščine, skupaj z 13 drugimi rezidencami Savojcev. 

## Zgodovina
Gradnjo palače je naročila regentka Marija Kristina v 1645. Hotela je novo bivališče za dvor, ko se je njen sin vrnil iz državljanske vojne.
Izbrana lokacija je bila prejšnja škofovska palača, ki je bila zgrajena sredi novega glavnega mesta Savojcev, Torina, v času vladavine Emmanuela Philiberta, vojvode Savojskega (1528-1580). Prednosti so bile odprta in sončna lega, poleg tega je bila blizu drugih objektov, kjer je deloval dvor. Vojvoda je lahko iz škofovske palače nadzoroval dva vhoda v mesto (Palatinska vrata in Pretorijska vrata). To palačo so leta 1536 zajeli Francozi in je služila kot prebivališče francoskega podkralja Savoje, ki se je imenoval Franc I. Francoski. Nasproti škofovske palače je stala Palazzo Vecchio ali Palazzo di San Giovanni. To zgradbo so zaničljivo imenovali Pasta con tonno (Testenine s tuno) zaradi arhitekture in je bila kasneje nadomeščena z veliko vojvodsko palačo.
Tako je stara škofovska palača postala sedež moči in jo je zelo razširil Emmanuel Philibert za hišo svoje vedno večje zbirko umetnosti, živali, marmorja in pohištva. Emmanuel Philibert je umrl v Torinu avgusta leta 1580 in savojski prestol je dobil njegov sin Karel Emanuel I., vojvoda Savojski (1562-1630). V počastitev porok svojih hčera princese Margarete in princese Izabele Savojske leta 1608, je Karel Emanuel I. naročil izgradnjo obroča verande, z odprto galerijo na njo. Njegov sin, prihodnji Viktor Amadeus I., vojvoda Savojski (1587-1637), je začel prestižno zakonsko zvezo, ko se je poročil s francosko princeso Kristino Marijo Francosko. Njuna poroka je potekala v Parizu v Louvru leta 1619.
Viktor Amadeus I. je nasledil vojvodino Savojo leta 1630. Svojo mladost je preživel v Madridu na dvoru svojega dedka, Filipa II.. Kristina Marija je dvor preselila iz vojvodske palače v Torinu v Castello del Valentino, ki je bil v tistem času na obrobju mesta. Mnogi njuni otroci so bili rojeni na Valentini, tudi Francis Hyacinth, vojvoda Savojski in njegov naslednik Karel Emanuel II.. Kristina Marija je postala regent po smrti svojega moža leta 1637 v imenu svojih dveh sinov, ki sta nasledila vojvodino.
V času vladavine Viktorja Amadeusa II. je bila zgrajena Danielova galerija in poimenovana po Danielu Seiterju, ki je naslikal razkošne freske. Viktor Amadeus II. je imel tudi zbirko poletnih in zimskih bivališč s pogledom na vrtove. Njegova žena je bila nečakinja Ludvika XIV., rojena Anne Marie d'Orléans. Ludvika XV. Francoskega mama in teta sta bili rojeni v palači leta 1685 in 1688.
Kapela sv. Prta je bil dodan strukturi v letih 1668-1694.
Vojvoda Savojski so postali kralji Sicilije leta 1713, vendar so zamenjali za Kraljevino Sardinijo in vladali od leta 1720 v skladu s pogodbo iz Haaga. Anne Marie d'Orléans je umrla v palači leta 1728.
Viktor Amadeus III. je poročil Marijo Antonjeto Špansko in par je raje prebival na deželi, v Palazzina di Caccia di Stupinigi. Neoklasicistični slog je bil uveden v palačo z vladavino Karla Emanuele III. Palača je zasenčila zgradbo Stupinigi kasneje, ko je Viktor Emanuel II. Sardinijski poročil Marijo Adelaide Avstrijsko. Palača je dočakala nekaj življenja s preurejanjem nekaterih sob.
Leta 1946 je postala palača last Italijanske republike in se spremenila v "Muzej življenja in dela od Savojcev". Sobe so bile opremljene z bogatimi tapiserijami, zbirko kitajskih in japonskih vaz, kraljevimi oklepi in široko paleto orožja, vključno s primeri iz 16. in 17. stoletja.
Reprezentančno stopnišče Scala delle Forbici je delo Filippa Juvarre. Kapela sv. Prta, s spiralno kupolo, je bila zgrajena v zahodnem krilu palače, ki združuje apsido (polkrožnega izreza) stolnice svetega Janeza Krstnika, dom slavnega Torinskega prta, ki je pripadal družini od leta 1453 do leta 1946. Kraljeva vrata palače imajo zlato Meduzo, simbol v reliefu na njih, da bi jih branila pred vsiljivci.

## Palača

### Fasada
Če pogledamo fasade objekta takoj opazimo geometrijo in ravnovesje dveh stranskih traktov. Strogih izgled objekta je v skladu z arhitekturo baroka, vendar brez posladka. Fasada je dolga 107 metrov, s povprečno višino tridesetih metrov. Delo sta podpisala arhitekta Carlo di Castellamonte in Amedeo di Castellamonte.

### Notranjost
Grof Girolamo Orti, ki je bil na obisku v prvi polovici devetnajstega stoletja, je notranjost kraljeve palače opisal kot veličastno delo umetnikov, ki so delali v stoletjih. Nekatera imena so dovolj, da to potrdijo: Isidoro Bianchi, Claudio Francesco Beaumont, Rocco Comaneddi, Giuseppe Paladino, Francesco de Mura, Angelo Maria Crivelli, Giovanni (Johann) Carlone, Vittorio Amedeo Cignaroli, Leonardo Marini, Michele Antonio Milocco, Giuseppe Duprà, Massimo d'Azeglio, in Jean-Baptiste van Loo, Giuseppe Maria Bonzanigo, Peter Piffetti: kakovost, dekoracija, umetnosti nasploh, je tukaj dosegla višek v obdobju. 

#### Prvo nadstropje
Poimenovano Primo Piano Nobile obvladuje dvorni slog, večinoma poudarja pomen dinastije; še posebej so pomembni nekateri ambienti, med njimi kitajski salon, Velika galerija, kraljeva orožarna, impresivna Danielova galerija iz sedemnajstega stoletja, ki jo je poslikal dunajski umetnik Daniel Seiter, in je tekmovala po veličastnosti z Galerijo ogledal v Versaillesu, ki ga je tudi navdihnila. Veliko vrednost ima tudi zimske stanovanje kralja in prestolna soba.

#### Drugo nadstropje
Ena največjih mojstrovin arhitekta Filippa Juvarre vodi v drugo nadstropje, stopnišče, imenovano delle Forbici ("škarje"), ena njegovih najbolj briljantnih idej in hkrati zanimivost. Veliko marmorno stopnišče se zdi, da navzgor plava s svetlobo in valovi želijo prenesti vso svojo težo na sosednje stene in zunanjo steno zgradbe tako, da ne pritiska preveč na osnovna tla iz lesa, materiala, ki komaj nosi breme marmorja. Juvarra je trdil, da imajo velika okna, ki gledajo na dvorišče, namen zagotoviti okolje za malo bolj prostoren, učinkovit zunanji vir svetlobe.

#### Prinčevo stanovanje
Drugo nadstropju nosi močan pečat vladarjev, ki se vidi v številnih sobah, različnih slogih in modi, odvisno od obdobja v katerem so bile naročene. Dela obnov zaradi okusa trenutka, so pogosto škodovala obstoječemu stanju (simboli, stropi ali freske); leta 1660 je slikar Giovanni Andrea Casella sodeloval pri izvedbi friza sobe Vrlin (kasneje imenovana Staffieri). Štukaturni okras različnih prostorov je delo Petra Somazzija.
Za realizacijo porok leta 1722, 1750 in 1775 so predelali celoten trakt. Še posebej velika plesna dvorana, ki daje tipično Alfieri vtis: dvorana, okrašeno z velikimi tapiserijami, ki prikazujejo zgodbe Don Kihota, se je nato povezala s prav tako fascinantno Malo galerijo, delo Beaumonta, ki je opravil s krilom Viktorja Emanuela I.
- Miza
- Stoli
- Strop
- Strop
- Lestenec